# Lista de filmes brasileiros da década de 1980
Uma lista incompleta de filmes produzidos no Brasil ordenados por ano na década 1980. Também ver Cinema do Brasil.

## 1980
| Título                               | Diretor                             | Elenco                                                                               | Gênero                 | Notas                                                 |
| ------------------------------------ | ----------------------------------- | ------------------------------------------------------------------------------------ | ---------------------- | ----------------------------------------------------- |
| Os 7 Gatinhos                        | Neville de Almeida                  | Lima Duarte, Antônio Fagundes e Cristina Aché                                        | comédia dramática      |                                                       |
| Os Anos JK - Uma Trajetória Política | Silvio Tendler                      | Othon Bastos, Renato Archer, Henrique Teixeira Lott e Tancredo Neves                 | documentário           |                                                       |
| Ariella                              | John Herbert                        | Nicole Puzzi, John Herbert, Herson Capri e Christiane Torloni                        | drama                  |                                                       |
| Na Bahia Ninguém Fica em Pé          | Edgard Navarro                      |                                                                                      | Documentário, comédia  | Curta-metragem.                                       |
| O Beijo no Asfalto                   | Bruno Barreto                       | Tarcísio Meira, Lídia Brondi, Daniel Filho e Ney Latorraca                           | drama                  |                                                       |
| Bye Bye Brasil                       | Carlos Diegues                      | José Wilker, Bety Faria e Fábio Júnior                                               | comédia                | O filme foi indicado à Palma de Ouro                  |
| Cabaret Mineiro                      | Carlos Alberto Prates Correia       | Nelson Dantas, Tânia Alves, Tamara Taxman, Louise Cardoso e Helber Rangel            | Drama musical          |                                                       |
| O Convite ao Prazer                  | Walter Hugo Khouri                  | Roberto Maya, Helena Ramos e Serafim Gonzalez                                        | drama                  |                                                       |
| Giselle                              | Victor Di Mello                     | Alba Valéria, Carlo Mossy e Maria Lúcia Dahl                                         | drama / pornochanchada |                                                       |
| Gran Circo da Pendura                | Edgard Navarro                      |                                                                                      | Experimental           | Curta-metragem.                                       |
| O Homem Que Virou Suco               | João Batista de Andrade             | José Dumont, Aldo Bueno, Rafael de Carvalho, Ruthinéa de Moraes e Denoy de Oliveira  | Comédia                |                                                       |
| A Idade da Terra                     | Glauber Rocha                       | Maurício do Valle, Jece Valadão, Antônio Pitanga, Tarcísio Meira e Geraldo Del Rey   | Drama experimental     |                                                       |
| Império do Desejo                    | Carlos Reichenbach                  | Roberto Miranda, Benjamin Cattan e Meiry Vieira                                      | Drama                  |                                                       |
| A Noite das Taras                    | David Cardoso, John Doo e Ody Fraga | Wilma Dias e Simone Carvalho                                                         | pornochanchada         |                                                       |
| Os Três Mosqueteiros Trapalhões      | Adriano Stuart                      | Renato Aragão, Dedé Santana, Zacarias e Mussum                                       | comédia                |                                                       |
| Pixote, a Lei do Mais Fraco          | Hector Babenco                      | Fernando Ramos da Silva, Marília Pêra,Jardel Filho, Rubens de Falco e Elke Maravilha | drama                  | indicado ao Globo de Ouro de melhor filme estrangeiro |
| O Rei e os Trapalhões                | Adriano Stuart                      | Renato Aragão, Dedé Santana, Zacarias e Mussum                                       | comédia                |                                                       |
| Sangue Corsário                      | Carlos Reichenbach                  | Lima Duarte, Antônio Fagundes e Cristina Aché                                        | Documentário           | Curta-metragem.                                       |

## 1981
| Título                                        | Diretor            | Elenco                                                                          | Gênero         | Notas          |
| --------------------------------------------- | ------------------ | ------------------------------------------------------------------------------- | -------------- | -------------- |
| Aluga-se Moças                                | Deni Cavalcanti    | Gretchen e Rita Cadillac                                                        | pornochanchada |                |
| Amor, Palavra Prostituta                      | Carlos Reichenbach | Orlando Parolini, Patrícia Scalvi, Roberto Miranda, Alvamar Taddei, Zaira Bueno | Drama          |                |
| Bonitinha, mas Ordinária ou Otto Lara Resende | Braz Chediak       | Lucélia Santos, José Wilker e Vera Fischer                                      | drama          |                |
| Eles Não Usam Black-tie                       | Leon Hirszman      | Carlos Alberto Riccelli, Gianfrancesco Guarnieri e Fernanda Montenegro          | drama          |                |
| Eletros, o Grande Monumento                   | Edgard Navarro     | Edgard Navarro                                                                  | Comédia        | Curta-metragem |
| Eros, o Deus do Amor                          | Walter Hugo Khouri | Roberto Maya, Norma Bengell, Maria Cláudia                                      | Drama          |                |
| Eu Te Amo                                     | Arnaldo Jabor      | Paulo César Pereio e Sônia Braga                                                | drama          |                |
| Mulher Objeto                                 | Silvio de Abreu    | Helena Ramos, Nuno Leal Maia, Kate Lyra e Maria Lúcia Dahl                      | drama          |                |
| O Paraíso Proibido                            | Carlos Reichenbach | Jonas Bloch, Ana Maria Kreisler e Luiz Carlos Braga                             | Drama          |                |
| Os Saltimbancos Trapalhões                    | J. B. Tanko        | Renato Aragão, Dedé Santana, Zacarias e Mussum                                  | comédia        |                |
| Os Trapalhões na Guerra dos Planetas          | Adriano Stuart     | Renato Aragão, Dedé Santana, Zacarias e Mussum                                  | comédia        |                |
| O Incrível Monstro Trapalhão                  | Adriano Stuart     | Renato Aragão, Dedé Santana, Zacarias e Mussum                                  | comédia        |                |
| O Mundo Mágico dos Trapalhões                 | Silvio Tendler     | Renato Aragão, Dedé Santana, Zacarias e Mussum                                  | comédia        |                |

## 1982
| Título                          | Diretor            | Elenco                                                                                | Gênero                  | Notas                    |
| ------------------------------- | ------------------ | ------------------------------------------------------------------------------------- | ----------------------- | ------------------------ |
| Amor Estranho Amor              | Walter Hugo Khouri | Marcelo Ribeiro, Vera Fischer, Tarcísio Meira, Xuxa                                   | Drama                   |                          |
| As Aventuras da Turma da Mônica | Mauricio de Sousa  |                                                                                       | Animação, comédia       |                          |
| Luz del Fuego                   | David Neves        | Lucélia Santos, Walmor Chagas e Joel Barcellos                                        | drama biográfico        |                          |
| Menino do Rio                   | Antonio Calmon     | André de Biase, Cláudia Magno, Sérgio Mallandro e Cláudia Ohana                       | aventura                |                          |
| Partido Alto                    | Leon Hirszman      | Candeia, Manaceia, Paulinho da Viola, Argemiro da Portela, Casquinha e Wilson Moreira | Documentário            | Curta-metragem           |
| Os Trapalhões na Serra Pelada   | J. B. Tanko        | Renato Aragão, Dedé Santana, Zacarias e Mussum                                        | comédia                 |                          |
| Os Vagabundos Trapalhões        | J. B. Tanko        | Renato Aragão, Dedé Santana, Zacarias e Mussum                                        | comédia                 |                          |
| Pra Frente, Brasil              | Roberto Farias     | Reginaldo Faria, Natália do Valle, Antônio Fagundes e Elizabeth Savalla               | drama, ficção histórica | Lista da ABRACCINE (77º) |

## 1983
| Título                     | Diretor         | Elenco                                                 | Gênero  | Notas                    |
| -------------------------- | --------------- | ------------------------------------------------------ | ------- | ------------------------ |
| O Cangaceiro Trapalhão     | Daniel Filho    | Renato Aragão, Dedé Santana, Zacarias e Mussum         | Comédia |                          |
| Inocência                  | Walter Lima Jr. | Edson Celulari, Fernanda Torres, Sebastião Vasconcelos | Drama   |                          |
| O Trapalhão na Arca de Noé | Del Rangel      | Renato Aragão, Dedé Santana, Zacarias e Mussum         | Comédia |                          |
| Sargento Getúlio           | Hermano Penna   | Lima Duarte, Orlando Vieira e Fernando Bezerra         | drama   | Lista da ABRACCINE (84º) |

## 1984
| Título                           | Diretor                      | Elenco                                                   | Gênero            | Notas                    |
| -------------------------------- | ---------------------------- | -------------------------------------------------------- | ----------------- | ------------------------ |
| Amor Voraz                       | Walter Hugo Khouri           | Vera Fischer, Márcia Rodrigues, Bianca Byington          | Drama             |                          |
| A Filha dos Trapalhões           | Dedé Santana                 | Renato Aragão, Dedé Santana, Zacarias e Mussum           | comédia           |                          |
| Cabra Marcado para Morrer        | Eduardo Coutinho             | Eduardo Coutinho, Ferreira Gullar e Tite de Lemos        | documentário      | Lista da ABRACCINE (4º)  |
| Extremos do Prazer               | Carlos Reichenbach           | Luiz Carlos Braga e Roberto Miranda                      | Drama             |                          |
| Memórias do Cárcere              | Nelson Pereira dos Santos    | Carlos Vereza, Glória Pires, Nildo Parente e José Dumont | drama biográfico  | Lista da ABRACCINE (29º) |
| O Pequeno Exército Louco         | Lúcia Murat                  | Anastasio Somoza García                                  | Documentário      |                          |
| Porta de Fogo                    | Edgard Navarro               | Edgard Navarro, Celso Aguiar e Ricardo Almeida           | Drama             | Curta-metragem.          |
| A Princesa e o Robô              | Mauricio de Sousa            |                                                          | Animação, comédia |                          |
| Temporal                         | Jorge Furtado                | Biratã Vieira, Luiz Carlos Magalhães e Isabel Ibias      | Comédia           | Curta-metragem.          |
| Os Trapalhões e o Mágico de Oróz | Vitor Lustosa e Dedé Santana | Renato Aragão, Dedé Santana, Zacarias e Mussum           | comédia           |                          |

## 1985
| Título                             | Diretor         | Elenco                                                                                | Gênero  | Notas                    |
| ---------------------------------- | --------------- | ------------------------------------------------------------------------------------- | ------- | ------------------------ |
| Chico Rei                          | Walter Lima Jr. | Severino d'Acelino, Antônio Pitanga, Carlos Kroeber, Cosme dos Santos e Cláudio Marzo | Drama   |                          |
| A Hora da Estrela                  | Suzana Amaral   | Marcélia Cartaxo, José Dumont e Tamara Taxman                                         | drama   | Lista da ABRACCINE (42º) |
| A Marvada Carne                    | André Klotzel   | Adilson Barros e Fernanda Torres                                                      | Comédia |                          |
| Os Trapalhões no Reino da Fantasia | Dedé Santana    | Renato Aragão, Dedé Santana, Zacarias e Mussum                                        | comédia |                          |
| Pedro Mico                         | Ipojuca Pontes  | Pelé, Tereza Rachel, Jorge Dória e Ivan Cândido                                       | drama   |                          |

## 1986
| Título                                | Diretor                            | Elenco                                               | Gênero           | Notas                                                                                          |
| ------------------------------------- | ---------------------------------- | ---------------------------------------------------- | ---------------- | ---------------------------------------------------------------------------------------------- |
| Eu Sei que Vou Te Amar                | Arnaldo Jabor                      | Fernanda Torres e Thales Pan Chacon                  | drama            | - Fernanda Torres recebeu o prêmio de melhor atriz - Indicado à Palma de Ouro de melhor filme. |
| O Beijo da Mulher-Aranha              | Hector Babenco                     | William Hurt, Raúl Juliá e Sônia Braga               | drama            | Lista da ABRACCINE (61º)                                                                       |
| O Dia em que Dorival Encarou a Guarda | Jorge Furtado e José Pedro Goulart | João Acaiabe e Sirmar Antunes                        | Drama            | Curta-metragem.                                                                                |
| Filme Demência                        | Carlos Reichenbach                 | Ênio Gonçalves, Emilio Di Biasi e Imara Reis         | Drama            |                                                                                                |
| O Homem da Capa Preta                 | Sérgio Rezende                     | José Wilker, Marieta Severo e Jonas Bloch            | drama biográfico |                                                                                                |
| Os Trapalhões e o Rei do Futebol      | Carlos Manga                       | Renato Aragão, Dedé Santana, Zacarias, Mussum e Pelé | comédia          |                                                                                                |

## 1987
| Título                             | Diretor                                | Elenco                                                                                 | Gênero            | Notas                         |
| ---------------------------------- | -------------------------------------- | -------------------------------------------------------------------------------------- | ----------------- | ----------------------------- |
| Anjos do Arrabalde: As Professoras | Carlos Reichenbach                     | Betty Faria, Irene Stefânia, Clarisse Abujamra e Vanessa Alves                         | Drama             |                               |
| Brasa Adormecida                   | Djalma Limongi Batista                 | Edson Celulari, Maitê Proença, Paulo César Grande e Miriam Pires                       | comédia           |                               |
| Dedé Mamata                        | Rodolfo Brandão                        | Guilherme Fontes, Malu Mader, Marcos Palmeira, Paulo Betti e Luiz Fernando Guimarães   | drama             |                               |
| Ele, o Boto                        | Walter Lima Jr.                        | Carlos Alberto Riccelli, Cássia Kis Ney Latorraca e Dira Paes                          | Romance           |                               |
| Eu                                 | Walter Hugo Khouri                     | Tarcísio Meira, Christiane Torloni, Bia Seidl, Nicole Puzzi e Walter Forster           | drama             |                               |
| Os Fantasmas Trapalhões            | J. B. Tanko                            | Renato Aragão, Dedé Santana, Mussum e Zacarias                                         | comédia           |                               |
| Feliz Ano Velho                    | Roberto Gervitz                        | Marcos Breda, Malu Mader, Betty Gofman e Marco Nanini                                  | drama biográfico  |                               |
| Jubiabá                            | Nelson Pereira dos Santos              | Charles Fabian, Ruth de Souza, Betty Faria, Alexandra Marzo, Zezé Motta e Grande Otelo | Drama             | Co-produção franco-brasileira |
| Leila Diniz                        | Luiz Carlos Lacerda                    | Louise Cardoso, Paulo César Grande, Diogo Villela, Antônio Fagundes e Marcos Palmeira  | drama biográfico  |                               |
| Mônica e a Sereia do Rio           | Walter Hugo Khouri e Mauricio de Sousa |                                                                                        | Animação, comédia |                               |
| Um Trem para as Estrelas           | Carlos Diegues                         | Guilherme Fontes, Betty Faria e José Wilker                                            | drama             |                               |

## 1988
| Título                               | Diretor                           | Elenco                                                                          | Gênero            | Notas           |
| ------------------------------------ | --------------------------------- | ------------------------------------------------------------------------------- | ----------------- | --------------- |
| A Dama do Cine Shanghai              | Guilherme Prado                   | Maitê Proença, Antônio Fagundes, José Mayer ePaulo Villaça                      | suspense          |                 |
| Banana Split                         | Paulo Almeida e Rogério Gomes     | André Di Mauro, Myrian Rios, Mariana de Moraes, Felipe Martins e Otávio Augusto | comédia romântica |                 |
| Barbosa                              | Jorge Furtado e Ana Luíza Azevedo | Antônio Fagundes e Pedro Santos                                                 | Drama             | Curta-metragem. |
| Eternamente Pagu                     | Norma Benguell                    | Carla Camurati, Nina de Pádua, Antônio Fagundes eEsther Góes                    | drama biográfico  |                 |
| Imagens do Inconsciente              | Leon Hirszman                     | Nise da Silveira                                                                | Documentário      |                 |
| Mistério no Colégio Brasil           | José Frazão                       | Othon Bastos, José de Abreu e Beth Goulart                                      | suspense          |                 |
| O Casamento dos Trapalhões           | José Alvarenga Jr.                | Renato Aragão, Dedé Santana, Mussum e Zacarias                                  | comédia           |                 |
| Os Heróis Trapalhões                 | José Alvarenga Jr.                | Renato Aragão, Dedé Santana, Mussum, Zacarias,Luma de Oliveira e Angélica       | comédia aventura  |                 |
| Os Trapalhões no Auto da Compadecida | Roberto Farias                    | Renato Aragão, Dedé Santana, Mussum e Zacarias                                  | comédia           |                 |
| Super Xuxa Contra Baixo Astral       | Ana Penido e David Sonnenschein   | Xuxa Meneghel, Guilherme Karan e Jonas Torres                                   | infantil          |                 |

## 1989
| Título                              | Diretor            | Elenco                                                        | Gênero               | Notas           |
| ----------------------------------- | ------------------ | ------------------------------------------------------------- | -------------------- | --------------- |
| A Princesa Xuxa e os Trapalhões     | José Alvarenga Jr. | Renato Aragão, Mussum, Dedé Santana, Zacarias e Xuxa Meneghel | comédiaaventura      |                 |
| Doida Demais                        | Sérgio Rezende     | Vera Fischer, Paulo Betti e José Wilker                       | drama                |                 |
| Faca de Dois Gumes                  | Murilo Salles      | Paulo José, Marieta Severo e José de Abreu                    | drama policial       |                 |
| Ilha das Flores                     | Jorge Furtado      | -                                                             | documentário         |                 |
| Jorge, um Brasileiro                | Paulo Thiago       | Carlos Alberto Riccelli, Glória Pires e Dean Stockwell        | drama                |                 |
| Que Bom Te Ver Viva                 | Lúcia Murat        | Irene Ravache                                                 | Documentário         |                 |
| Superoutro                          | Edgard Navarro     | Bertrand Duarte                                               | Comédia experimental | Média-metragem. |
| Os Trapalhões na Terra dos Monstros | Flávio Migliaccio  | Renato Aragão, Dedé Santana, Mussum, Zacarias e Angélica      | comédiaaventura      |                 |